# Agathe Audley
Pour les articles homonymes, voir Audley et Périer.
Agathe Périer Audley est une biographe, écrivain musical et traductrice française née en 1809 à Rouen et morte le 17 mars 1891 à Clamart.

## Biographie
Agathe Périer, de son nom de jeune fille Agathe Audley, auteur du XIXe siècle, née en 1811 et morte en 1891, a écrit les biographies musicales de compositeurs aussi renommés que Franz Schubert, Frédéric Chopin et Ludwig van Beethoven. 
Elle a aussi écrit quelques autres textes. Elle était aussi traductrice de l'anglais vers le français et a traduit en français des auteurs tels que Benjamin Disraeli, Nicholas Wiseman ou Charles Rockingam.

## Publications
- Histoire de Mme de Chantal, Les Gloires de la France, Paris, Debécourt, 1842.
- Les Veillées de la chaumière et de l'atelier, Paris, Douniol, 1853.
- Ludwig Van Beethoven, sa vie et ses œuvres, d'après les plus récents documents, Paris, Didier, 1867.
- Franz Schubert, sa vie et ses œuvres, Paris, Didier et Cie, 1871.
- Frédéric Chopin, sa vie et ses œuvres, Paris, Plon, 1880.

## Traductions
- Sybil ou les Deux Nations, par Benjamin Disraeli, Paris, Amyot, 1847.
- La Lampe du sanctuaire, par Nicholas Wiseman, Paris, A. Josse, 1858.
- La Perle cachée, par Nicholas Wiseman, Paris, Putois-Cretté, 1860.
- Les Surprises d'un célibataire, par Charles Rockingam, Paris, Hachette, 1885.